# Николас Перић
Николас Мирослав Перић Виљареал (шп. Nicolás Miroslav Peric Villarreal; Талка, 19. октобар 1978) је бивши чилеански фудбалер. Играо је на позицији голмана.
Перић је са очеве стране пореклом из Хрватске. Породица Перић је старином из источне Херцеговине.

## Успеси
Генчлербирлиги
- Куп Турске: (финале: 2007/08)[7]

 Аргентинос јуниорс
- Прва лига Аргентине (1) : 2010. Клаусура[8]

Кобресал
- Прва лига Чилеа  (1) : 2015. Клаусура[9]

Појединачни
- Идеални тим Прве лиге Чилеа према El Grafico: 2007,[10] 2015.[11]
- Идеални тим Прве лиге Чилеа према ANFP: 2015.[12]